# Edward Frankland
Pour les articles homonymes, voir Frankland.
Edward Frankland (18 janvier 1825 - 9 août 1899) est un chimiste britannique passé à la postérité pour avoir dégagé la notion de valence chimique. Il a établi en outre de nouveaux protocoles pour contrôler la potabilité de l'eau.

## Biographie
Frankland naît à Churchtown, près de Lancaster. Après ses études secondaires à la Lancaster Royal Grammar School, il est pendant six ans l'apprenti d'un apothicaire dans la même ville. En 1845, il déménage à Londres et entre au laboratoire de Lyon Playfair, puis il travaille pour Robert Wilhelm Bunsen à l'université de Marbourg. En 1847, il est engagé comme professeur de sciences à la Queenwood school dans le Hampshire où il rencontre John Tyndall. En 1851, il devient professeur de chimie à l'Owen's College de Manchester. Il retourne à Londres six ans après pour donner des lectures de chimie au St Bartholomew's Hospital, et en 1863 il est engagé comme professeur de chimie à la Royal Institution.
Il est d'abord attiré par des problèmes de chimie analytique tels que l'isolation de certains radicaux organiques puis se tourne vers la chimie de synthèse. À 25 ans ses investigations du cacodyle, sous l'influence de Bunsen, lui permettent la découverte des composés organométalliques. Les considérations théoriques qu'il effectue sont plus importantes que les nouveaux composés qu'il découvre. Percevant certaines régularités de comportement entre ces corps et les composés métalliques inorganiques les composant, il voit leurs types moléculaires réels dans les composés métalliques d'oxygène, de soufre ou de chlore desquels ils sont dérivés par la substitution d'un groupe organique par l'oxygène, le soufre ou le chlore. De cette façon, il peut rejeter la théorie des composés conjugués et en 1852 publier la théorie selon laquelle chaque substance élémentaire à une capacité de saturation définie de telle façon qu'il ne peut se combiner qu'avec un nombre limité d'atomes d'une autre sorte. Cette théorie pose les bases de la valence en chimie.
En chimie appliquée, la principale contribution de Frankland est liée à l'approvisionnement en eau. Il devient membre de la seconde commission royale sur la pollution des rivières en 1868. Le gouvernement lui fournit un laboratoire complet dans lequel, pendant six ans, il effectue des recherches apportant de nombreuses lumières sur la contamination des rivières par les égouts et les déchets industriels et sur la purification de l'eau pour les besoins domestiques. En 1865, quand il remplace August Wilhelm von Hofmann à la Royal School of Mines, il effectue des rapports mensuels sur la qualité de l'eau distribuée à Londres et continue jusqu'à la fin de sa vie. Pendant un temps, il est très critique sur sa qualité mais dans les années suivantes il devient fermement convaincu de sa salubrité. Ses analyses sont chimiques et bactériologiques : son insatisfaction des procédures en cours au début de son mandat le conduit à passer deux ans pour mettre au point de nouvelles méthodes d'analyse plus précise.
En 1859, il passe une nuit sur le sommet du Mont Blanc en compagnie de John Tyndall. Un des propos de cette expédition est de déterminer si la vitesse de combustion d'une bougie varie avec la densité de l'atmosphère dans laquelle elle brûle, question à laquelle il répond par la négative. D'autres observations de Frankland sont le point de départ d'une série d'expérimentations conduisant à de nombreux résultats. Il note qu'au sommet la luminosité d'une bougie est faible et décide d'expérimenter en variant la pression. Il découvre que la pression accroît la luminosité, ainsi l'hydrogène brûle avec une flamme très lumineuse sous une pression de vingt à trente atmosphères. Il en infère que la présence de particules solides n'est pas le seul facteur influençant la luminosité d'une flamme et montre que le spectre d'un gaz enflammé se rapproche de celui d'un liquide ou d'un solide incandescent lorsque sa pression augmente. Il trace les changements graduels dans un gaz incandescent lorsque la pression augmente, les lignes fines observables s'élargissent avec la pression jusqu'à fusionner en un spectre continu lorsque le gaz approche de l'état liquide. Une application de ses résultats en physique solaire, de concert avec Joseph Norman Lockyer, montre qu'au moins les couches externes du Soleil ne peuvent pas être composées de solides ou de liquides.
Avec Lockyer, il nomme l'élément hélium qui vient d'être codécouvert par Lockyer et Jules Janssen.
Sir Edward Frankland, qui est membre de l'Ordre du Bain depuis 1897, meurt pendant qu'il est en vacances à Golaa, Gudbrandsdalen en Norvège.
Son fils Percy F. Frankland est aussi chimiste.